# لوزين توفاسميان
لوزين توفاسميان (الأرمنية: Լուսինե Թովմասյան؛ من مواليد 25 يوليو 1986) هي ملكة جمال أرمينيا، التي فازت بلقب ملكة جمال أرمينيا عام 2003.

## حياتها
ولدت لوزين لأبوين أرمنيين في يريفان حيث أمضت طفولتها. قبلت في جامعة فقه اللغة وأصبحت طالبة في الجامعة الحكومية الروسية الأرمينية.
شاركت في مسابقة ملكة جمال أرمينيا عندما كانت في السابعة عشرة من عمرها، على الرغم من أنها ستستمر لتصبح أول منافسة في مسابقة ملكة جمال أوروبا 2005.

## وصلات خارجية
- "Photo Session". Public Television of Armenia. يوليو 2007. مؤرشف من الأصل في 2010-04-09. اطلع عليه بتاريخ 2010-03-08.